# Otávio Ataide
Otávio Ataide da Silva (São Paulo, 21 de abril de 2002), conocido deportivamente como Otávio, es un futbolista brasileño que juega como defensa en el Paris F. C. de la Ligue 1.

## Trayectoria
Durante su carrera juvenil jugó en el S. C. Internacional y en el C. R. Flamengo. Debutó como profesional con el equipo principal del Flamengo el 27 de septiembre de 2020, siendo titular en el empate a uno en un partido del Campeonato Brasileño de Serie A disputado a domicilio contra el S. E. Palmeiras, después de que la pandemia de COVID-19 dejara fuera a la mayor parte de la plantilla principal.
El 18 de febrero de 2022 el Flamengo lo cedió al Sampaio Corrêa F. C. hasta el final de la temporada 2022. Sin embargo, no logró entrar en el equipo, disputando apenas un partido en el campeonato estatal y, en julio de 2022, se canceló la cesión y regresó al Flamengo.
El 31 de enero de 2023 el Flamengo lo cedió al F. C. Famalicão, hasta el final de la temporada 2022-23. El 16 de junio de 2023 se unió al equipo de forma permanente, firmando un contrato de cinco años. Según se informó, el Famalicão pagó 500,000 euros por el traspaso del 70% de los derechos económicos de Otávio.
El 31 de enero de 2024 fichó por el F. C. Porto, con el que firmó un contrato de cuatro años y medio. Según los informes, los Dragones pagaron 12 millones de euros por el traspaso del 80% de los derechos económicos de Otávio, y su cláusula de liberación se fijó en 50 millones de euros. El 17 de febrero de 2024 debutó con el Porto, siendo titular y jugando los 90 minutos en la victoria por 2-0 sobre el C. F. Estrela da Amadora. Otávio sólo jugó 45 partidos en dos temporadas en el FC Porto.
El 23 de julio de 2025, el Paris FC anunció que Otávio ha fichado procedente del Porto por cinco temporadas a cambio de una cantidad fija de 17 millones de euros, según un comunicado oficial del Porto.

## Estadísticas

### Clubes
Actualizado al último partido disputado el 15 de septiembre de 2024.
| Club                     | Div.          | Temporada     | Liga  | Liga  | Copas nacionales | Copas nacionales | Copas internacionales | Copas internacionales | Total | Total |
| Club                     | Div.          | Temporada     | Part. | Goles | Part.            | Goles            | Part.                 | Goles                 | Part. | Goles |
| ------------------------ | ------------- | ------------- | ----- | ----- | ---------------- | ---------------- | --------------------- | --------------------- | ----- | ----- |
| C. R. Flamengo · Brasil  | 1.ª           | 2020          | 1     | 0     | 0                | 0                | 0                     | 0                     | 1     | 0     |
| C. R. Flamengo · Brasil  | Total club    | Total club    | 1     | 0     | 0                | 0                | 0                     | 0                     | 1     | 0     |
| F. C. Famalicão Portugal | 1.ª           | 2022-23       | 9     | 0     | 2                | 0                | ―                     | ―                     | 11    | 0     |
| F. C. Famalicão Portugal | 1.ª           | 2023-24       | 17    | 2     | 2                | 0                | ―                     | ―                     | 19    | 2     |
| F. C. Famalicão Portugal | Total club    | Total club    | 26    | 2     | 4                | 0                | 0                     | 0                     | 30    | 2     |
| F. C. Porto Portugal     | 1.ª           | 2023-24       | 12    | 0     | 3                | 0                | 2                     | 0                     | 17    | 0     |
| F. C. Porto Portugal     | 1.ª           | 2024-25       | 5     | 0     | 1                | 0                | 0                     | 0                     | 6     | 0     |
| F. C. Porto Portugal     | Total club    | Total club    | 17    | 0     | 4                | 0                | 2                     | 0                     | 23    | 0     |
| Total carrera            | Total carrera | Total carrera | 44    | 2     | 8                | 0                | 2                     | 0                     | 54    | 2     |

## Palmarés

### Títulos nacionales
| Título                | Club        | País     | Año  |
| --------------------- | ----------- | -------- | ---- |
| Copa de Portugal      | F. C. Porto | Portugal | 2024 |
| Supercopa de Portugal | F. C. Porto | Portugal | 2024 |